# Андраши, Дьюла (младший)
Дьюла Габор Андраши фон Чиксенткирай и Краснагорка Младший (венг. Andrássy Gyula Gábor Manó Ádám, нем. Graf von Csík-Szent-Király und Kraszna-Horka; 30 июня 1860 — 11 июня 1929) — австро-венгерский государственный деятель, дипломат, граф. Министр иностранных дел Австро-Венгрии в 1918.
Происходил из старинного венгерского дворянского рода; второй сын Дьюлы Андраши-старшего, министр-президента Транслейтании (1867—1871), министра иностранных дел Австро-Венгрии (1871—1879). Родился в Требишове.
В 1885 избран депутатом парламента Транслейтании. В 1892 назначен младшим статс-секретарем в правительстве Шандора Векерле. В 1893 стал министром образования. С 1894 — в ранге министра Транслейтании, обеспечивающего связь с имперскими органами власти в Вене (Minister am königlichen Hoflager). В 1906—1910 — министр внутренних дел Транслейтании. Затем — глава оппозиции в парламенте. Считался одним из наиболее влиятельных венгерских политиков перед началом Первой мировой войны.
В условиях общенационального кризиса, вызванного надвигавшимся поражением в войне, массовым дезертирством солдат с фронтов и провозглашением независимости в отдельных частях империи, был назначен министром иностранных дел Австро-Венгрии (24 октября — 2 ноября 1918). Предпринимал неудачные попытки достичь сепаратного мира с Антантой.
С 1920 — беспартийный депутат Национального собрания Венгрии. В 1921, будучи председателем христианско-демократической партии Венгрии, поддерживал реставрацию императора Карла I в качестве венгерского короля.
Умер 29 июня 1929 в Будапеште.